# Collegio di Stevenage
Stevenage è un collegio elettorale situato nell'Hertfordshire, nell'Est dell'Inghilterra, e rappresentato alla Camera dei comuni del Parlamento del Regno Unito. Elegge un membro del parlamento con il sistema first-past-the-post, ossia maggioritario a turno unico; l'attuale parlamentare è Kevin Bonavia del Partito Laburista, che rappresenta il collegio dal 2024.

## Estensione
- 1983-1997: il Borough di Stevenage, i ward del distretto di North Hertfordshire di Codicote e Knebworth, e i ward del distretto di East Hertfordshire di Cottered, Datchworth, Mundern, Walkern e Watton-at-Stone.
- 1997-2010: il Borough di Stevenage, i ward del distretto di North Hertfordshire di Codicote e Knebworth, e i ward del distretto di East Hertfordshire di Datchworth e Walkern.
- dal 2010: il Borough di Stevenage, i ward del distretto di North Hertfordshire di Codicote e Knebworth, e i ward del distretto di East Hertfordshire di Datchworth e Aston.

Il collegio copre il Borough di Stevenage, oltre ai villaggi di Codicote e Knebworth a sud, e Aston e Datchworth a est.

## Membri del parlamento
| Elezione | Elezione | Deputato           | Partito      |
| -------- | -------- | ------------------ | ------------ |
|          | 1983     | Timothy Wood       | Conservatore |
|          | 1997     | Barbara Follett    | Laburista    |
|          | 2010     | Stephen McPartland | Conservatore |
|          | 2024     | Kevin Bonavia      | Laburista    |

## Elezioni

### Elezioni negli anni 2020
| Partito                    | Partito                                           | Candidato                  | Risultati 4 luglio 2024 | Risultati 4 luglio 2024 |
| Partito                    | Partito                                           | Candidato                  | Voti                    | %                       |
| -------------------------- | ------------------------------------------------- | -------------------------- | ----------------------- | ----------------------- |
|                            | Laburista                                         | Kevin Bonavia              | 17 698                  | 41,43                   |
|                            | Conservatore                                      | Alex Clarkson              | 11 080                  | 25,94                   |
|                            | Reform UK                                         | Peter Hopper               | 7 667                   | 17,95                   |
|                            | Lib Dem                                           | Lisa Nash                  | 3 467                   | 8,12                    |
|                            | Verdi                                             | Paul Dawson                | 2 655                   | 6,22                    |
|                            | Popoli Cristiani                                  | Joshua Smith               | 148                     | 0,35                    |
|                            |                                                   |                            |                         |                         |
| Iscritti                   | Iscritti                                          | Iscritti                   | 70 086                  | 100,00                  |
| ↳ Votanti (% su iscritti)  | ↳ Votanti (% su iscritti)                         | ↳ Votanti (% su iscritti)  | 42 715                  | 60,95                   |
| ↳ Astenuti (% su iscritti) | ↳ Astenuti (% su iscritti)                        | ↳ Astenuti (% su iscritti) | 27 371                  | 39,05                   |
|                            |                                                   |                            |                         |                         |
|                            | Esito: collegio passa da Conservatore a Laburista |                            |                         |                         |

### Elezioni negli anni 2010
| Partito                    | Partito                                   | Candidato                  | Risultati 12 dicembre 2019 | Risultati 12 dicembre 2019 |
| Partito                    | Partito                                   | Candidato                  | Voti                       | %                          |
| -------------------------- | ----------------------------------------- | -------------------------- | -------------------------- | -------------------------- |
|                            | Conservatore                              | Stephen McPartland         | 25 328                     | 53,12                      |
|                            | Laburista                                 | Jill Borcherds             | 16 766                     | 35,16                      |
|                            | Lib Dem                                   | Lisa Nash                  | 4 132                      | 8,67                       |
|                            | Verdi                                     | Victoria Snelling          | 1 457                      | 3,06                       |
|                            |                                           |                            |                            |                            |
| Iscritti                   | Iscritti                                  | Iscritti                   | 71 562                     | 100,00                     |
| ↳ Votanti (% su iscritti)  | ↳ Votanti (% su iscritti)                 | ↳ Votanti (% su iscritti)  | 47 683                     | 66,63                      |
| ↳ Astenuti (% su iscritti) | ↳ Astenuti (% su iscritti)                | ↳ Astenuti (% su iscritti) | 23 879                     | 33,37                      |
|                            |                                           |                            |                            |                            |
|                            | Esito: collegio confermato a Conservatore |                            |                            |                            |

| Partito                    | Partito                                   | Candidato                  | Risultati 8 giugno 2017 | Risultati 8 giugno 2017 |
| Partito                    | Partito                                   | Candidato                  | Voti                    | %                       |
| -------------------------- | ----------------------------------------- | -------------------------- | ----------------------- | ----------------------- |
|                            | Conservatore                              | Stephen McPartland         | 24 798                  | 50,27                   |
|                            | Laburista                                 | Sharon Taylor              | 21 414                  | 43,41                   |
|                            | Lib Dem                                   | Barbara Gibson             | 2 032                   | 4,12                    |
|                            | Verdi                                     | Victoria Snelling          | 1 085                   | 2,20                    |
|                            |                                           |                            |                         |                         |
| Iscritti                   | Iscritti                                  | Iscritti                   | 70 976                  | 100,00                  |
| ↳ Votanti (% su iscritti)  | ↳ Votanti (% su iscritti)                 | ↳ Votanti (% su iscritti)  | 49 329                  | 69,50                   |
| ↳ Astenuti (% su iscritti) | ↳ Astenuti (% su iscritti)                | ↳ Astenuti (% su iscritti) | 21 647                  | 30,50                   |
|                            |                                           |                            |                         |                         |
|                            | Esito: collegio confermato a Conservatore |                            |                         |                         |

| Partito                    | Partito                                   | Candidato                  | Risultati 7 maggio 2015 | Risultati 7 maggio 2015 |
| Partito                    | Partito                                   | Candidato                  | Voti                    | %                       |
| -------------------------- | ----------------------------------------- | -------------------------- | ----------------------- | ----------------------- |
|                            | Conservatore                              | Stephen McPartland         | 21 291                  | 44,54                   |
|                            | Laburista                                 | Sharon Taylor              | 16 336                  | 34,18                   |
|                            | UKIP                                      | David Collins              | 6 864                   | 14,36                   |
|                            | Lib Dem                                   | Susan Van De Ven           | 1 582                   | 3,31                    |
|                            | Verdi                                     | Graham White               | 1 369                   | 2,86                    |
|                            | TUSC                                      | Trevor Palmer              | 175                     | 0,37                    |
|                            | Democratici                               | Charles Vickers            | 115                     | 0,24                    |
|                            | Indipendente                              | David Cox                  | 67                      | 0,14                    |
|                            |                                           |                            |                         |                         |
| Iscritti                   | Iscritti                                  | Iscritti                   | 70 604                  | 100,00                  |
| ↳ Votanti (% su iscritti)  | ↳ Votanti (% su iscritti)                 | ↳ Votanti (% su iscritti)  | 47 799                  | 67,70                   |
| ↳ Astenuti (% su iscritti) | ↳ Astenuti (% su iscritti)                | ↳ Astenuti (% su iscritti) | 22 805                  | 32,30                   |
|                            |                                           |                            |                         |                         |
|                            | Esito: collegio confermato a Conservatore |                            |                         |                         |

| Partito                    | Partito                                           | Candidato                  | Risultati 6 maggio 2010 | Risultati 6 maggio 2010 |
| Partito                    | Partito                                           | Candidato                  | Voti                    | %                       |
| -------------------------- | ------------------------------------------------- | -------------------------- | ----------------------- | ----------------------- |
|                            | Conservatore                                      | Stephen McPartland         | 18 491                  | 41,41                   |
|                            | Laburista                                         | Sharon Taylor              | 14 913                  | 33,40                   |
|                            | Lib Dem                                           | Julia Davies               | 7 432                   | 16,64                   |
|                            | UKIP                                              | Marion Mason               | 2 004                   | 4,49                    |
|                            | BNP                                               | Michael Green              | 1 007                   | 2,26                    |
|                            | Democratici                                       | Charles Vickers            | 366                     | 0,82                    |
|                            | NCDMV                                             | Stephen Phillips           | 327                     | 0,73                    |
|                            | Indipendente                                      | David Cox                  | 80                      | 0,18                    |
|                            | Your Right To Democracy Party Ltd.                | Andrew Ralph               | 31                      | 0,07                    |
|                            |                                                   |                            |                         |                         |
| Iscritti                   | Iscritti                                          | Iscritti                   | 68 905                  | 100,00                  |
| ↳ Votanti (% su iscritti)  | ↳ Votanti (% su iscritti)                         | ↳ Votanti (% su iscritti)  | 44 651                  | 64,80                   |
| ↳ Astenuti (% su iscritti) | ↳ Astenuti (% su iscritti)                        | ↳ Astenuti (% su iscritti) | 24 254                  | 35,20                   |
|                            |                                                   |                            |                         |                         |
|                            | Esito: collegio passa da Laburista a Conservatore |                            |                         |                         |

### Elezioni negli anni 2000
| Partito                    | Partito                                | Candidato                  | Risultati 5 maggio 2005 | Risultati 5 maggio 2005 |
| Partito                    | Partito                                | Candidato                  | Voti                    | %                       |
| -------------------------- | -------------------------------------- | -------------------------- | ----------------------- | ----------------------- |
|                            | Laburista                              | Barbara Follett            | 18 003                  | 42,93                   |
|                            | Conservatore                           | George Freeman             | 14 864                  | 35,45                   |
|                            | Lib Dem                                | Julia Davies               | 7 610                   | 18,15                   |
|                            | UKIP                                   | Victoria Peebles           | 1 305                   | 3,11                    |
|                            | Indipendente                           | Antal Losonczi             | 152                     | 0,36                    |
|                            |                                        |                            |                         |                         |
| Iscritti                   | Iscritti                               | Iscritti                   | 66 880                  | 100,00                  |
| ↳ Votanti (% su iscritti)  | ↳ Votanti (% su iscritti)              | ↳ Votanti (% su iscritti)  | 41 934                  | 62,70                   |
| ↳ Astenuti (% su iscritti) | ↳ Astenuti (% su iscritti)             | ↳ Astenuti (% su iscritti) | 24 946                  | 37,30                   |
|                            |                                        |                            |                         |                         |
|                            | Esito: collegio confermato a Laburista |                            |                         |                         |

| Partito                    | Partito                                | Candidato                  | Risultati 7 giugno 2001 | Risultati 7 giugno 2001 |
| Partito                    | Partito                                | Candidato                  | Voti                    | %                       |
| -------------------------- | -------------------------------------- | -------------------------- | ----------------------- | ----------------------- |
|                            | Laburista                              | Barbara Follett            | 22 025                  | 51,88                   |
|                            | Conservatore                           | Graeme Brian Quar          | 13 459                  | 31,70                   |
|                            | Lib Dem                                | Harold Davies              | 6 027                   | 14,20                   |
|                            | Alleanza Socialista                    | Stephen Glennon            | 449                     | 1,06                    |
|                            | Indipendente                           | Antal Losonczi             | 320                     | 0,75                    |
|                            | ProLife Alliance                       | Sarah Bell                 | 173                     | 0,41                    |
|                            |                                        |                            |                         |                         |
| Iscritti                   | Iscritti                               | Iscritti                   | 69 939                  | 100,00                  |
| ↳ Votanti (% su iscritti)  | ↳ Votanti (% su iscritti)              | ↳ Votanti (% su iscritti)  | 42 453                  | 60,70                   |
| ↳ Astenuti (% su iscritti) | ↳ Astenuti (% su iscritti)             | ↳ Astenuti (% su iscritti) | 27 486                  | 39,30                   |
|                            |                                        |                            |                         |                         |
|                            | Esito: collegio confermato a Laburista |                            |                         |                         |

## Risultati dei referendum

### Referendum sulla permanenza del Regno Unito nell'Unione europea del 2016
|             | Collegio  | Lasciare UE % | Rimanere in UE % |
| ----------- | --------- | ------------- | ---------------- |
|             | Stevenage | 57,1%         | 42,9%            |
| Inghilterra | 53,3%     | 46,7%         |                  |
| Regno Unito | 51,9%     | 48,1%         |                  |